# Бардія (національний парк)
Національний парк Бардія (неп. बर्दिया राष्ट्रिय निकुञ्ज; аудіоназва неп.ⓘ Бардія Растрія Нікунджа) — заповідна територія в провінції Лумбіні, що в Непалі, заснована в 1988 році як Королівський національний парк Бардія. Займає площу 968 км² (96 800 га), це найбільший і найбільш непорушений національний парк у зоні передгір'я Тераї, що в Непалі, яка прилягає до Гімалайських гір.

## Географія

Головні ворота національного парку Бардія

Парк розташований у районі Бардія в провінції Лумбіні, що в південно-західному Непалі, примикає до східного берега річки Ґхаґхари (Карналі) та розділений навпіл річкою Бабаї (ліва притока Ґхаґхари). Його північні межі обмежені гребенем гірського хребта Шивалік. Шосе Непалгундж — Бірендранагар частково утворює південний кордон, але серйозно порушує територію, що охороняється. Природні кордони для поселень людей утворюються на заході рікою Герува, рукавом річки Ґхаґхарі, а на південному сході — річкою Бабаї. Разом із сусіднім національним парком Банке, утворює єдину охоронну територію площею 1437 км² (143 700 га) і представляє собою «відділ збереження тигрів» (TCU) Бардія-Банке, який охоплює 2231 км² (223 100 га) алювіальнийх луків і субтропічних вологих листяних лісів.

## Історія

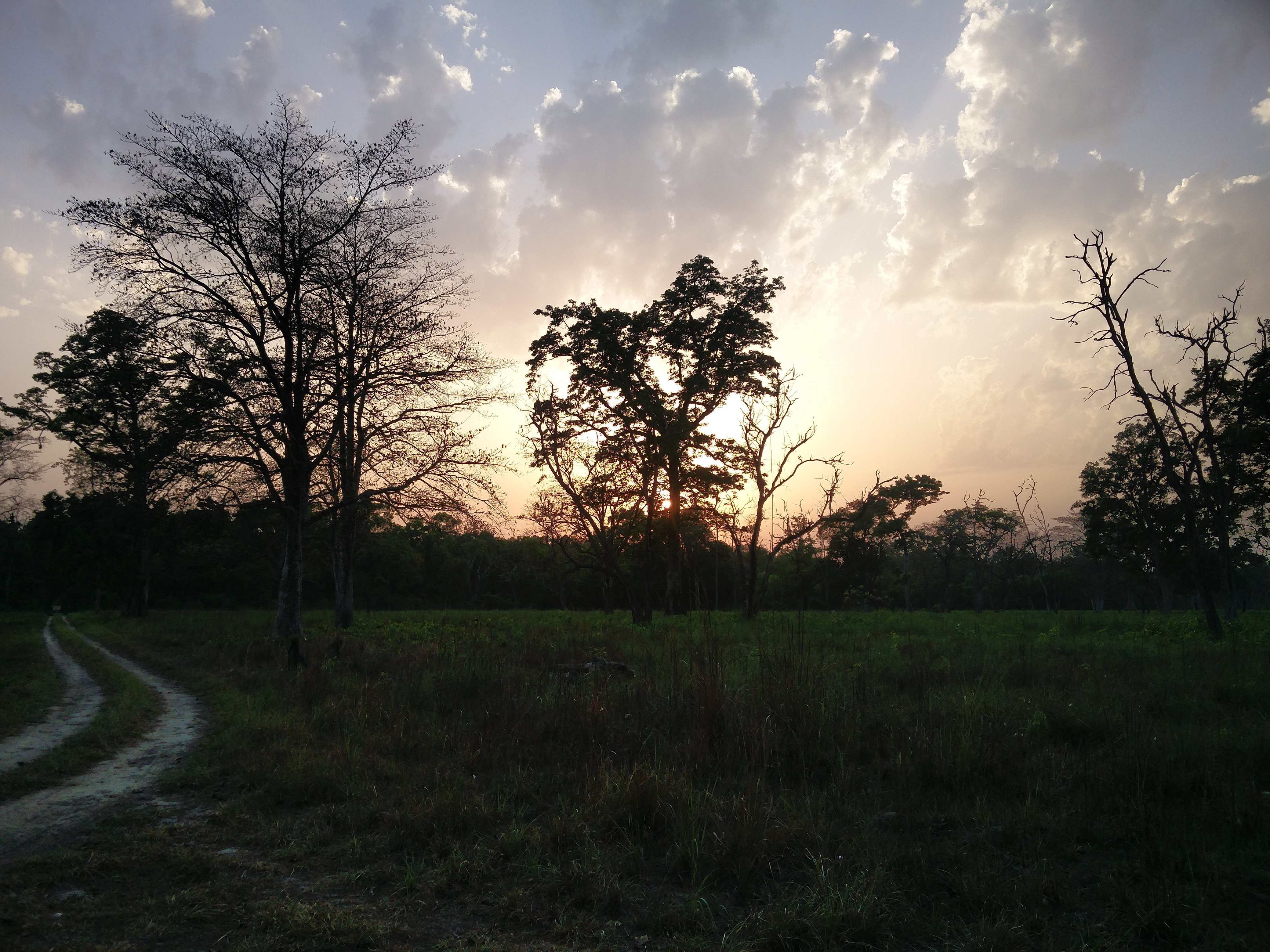
Захід сонця в національному парку.

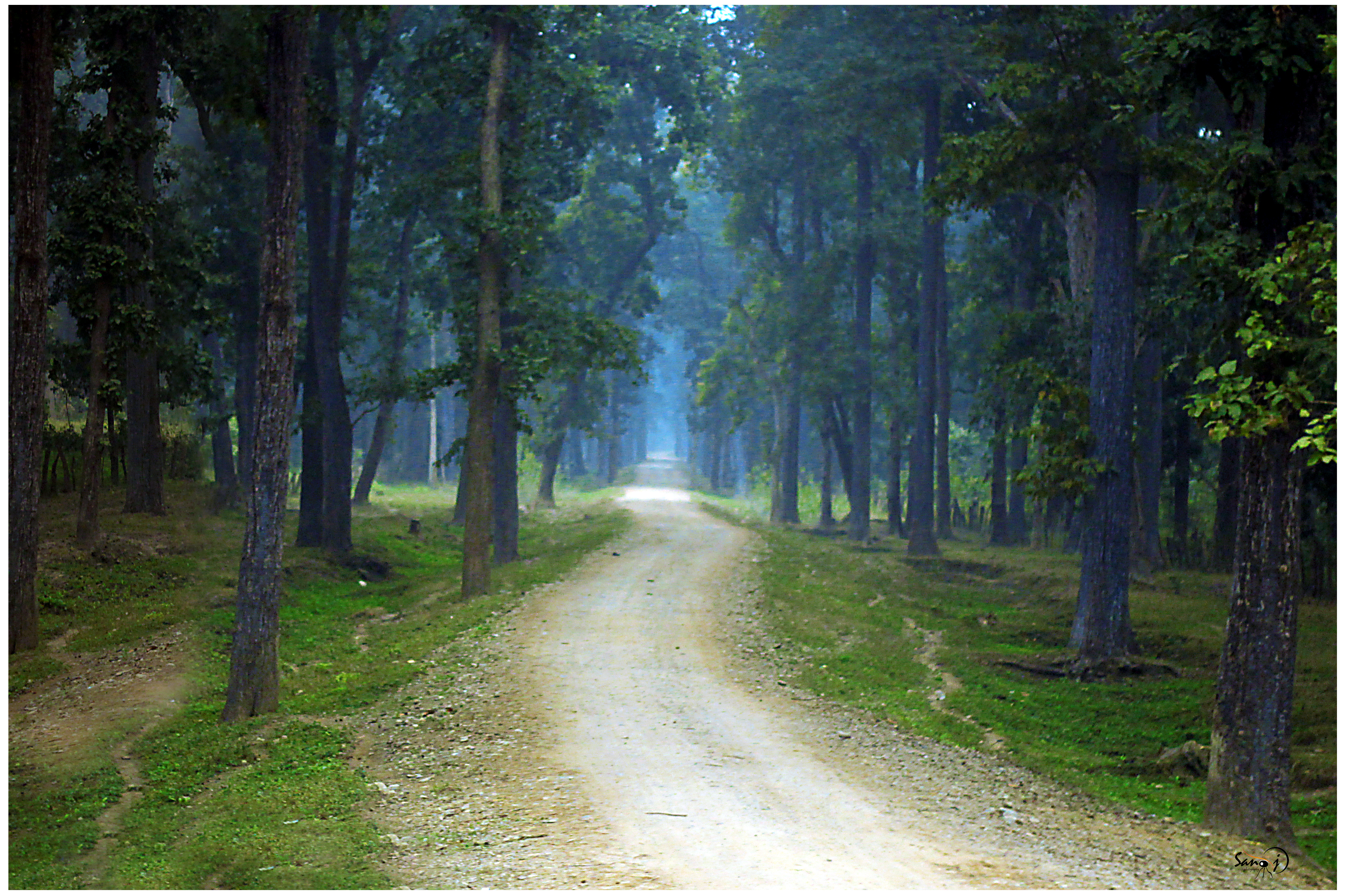
Ліс в національному парку

У 1815 році Непал втратив цей регіон, який відійшов у підпорядкування Британській Ост-Індській компанії за Суґаульським договором. Протягом 45 років він був частиною Британської Індії та повернувся до Непалу в 1860 році на знак визнання за підтримку придушення руху за незалежність Індії в 1857 році. Сьогодні ця анексована територія все ще називається Ная Мулук, що означає «нова країна». Площа в 368 км² (36 800 га) була виділена як «Королівський мисливський заповідник» у 1969 році, та оприлюднений як «Королівський заповідник дикої природи Карналі» в 1976 році. У 1982 році він був оголошений «Королівським заповідником дикої природи Бардія», а в 1984 році він був розширений, щоб включити долину річки Бабаї. Нарешті в 1988 році заповідна територія була офіційно оголошена національним парком.
Приблизно 1500 людей, які раніше мешкали в цій долині, були переселені до інших місць. Оскільки землеробство в долині Бабаї припинилося, природно відновлена рослинність робить цю територію основним місцем проживання диких тварин.

## Рослинність
Близько 70 % території парку вкрито лісом, а решта поєднує луки, савани та річкові ліси. Флора, зареєстрована в парку, включає 839 видів, зокрема 173 види судинних рослин (Tracheophyta), зокрема 140 дводольних (Dicotyledoneae) , 26 однодольних (Monodicots) , 6 папоротей (Pteridophyta) і один вид голонасінних (Gymnospermae).

## Тваринний світ

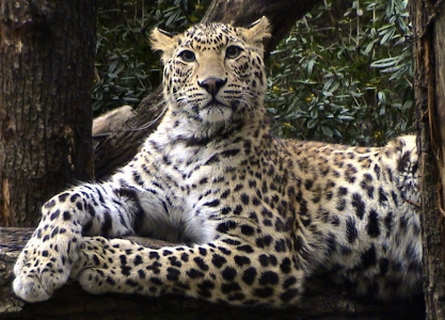
Індійський леопард в парку.

Широкий діапазон типів рослинності в лісах і луках забезпечує чудове середовище існування для 642 видів фауни. Річкова система Ґхаґхара-Бабаї, її невеликі притоки та незліченна кількість стариць є місцем проживання 125 зареєстрованих видів риб. У річках мешкає невелика популяція індійських гавіалів (Gavialis gangeticus). Окрім болотних крокодилів (Crocodylus palustris), було зареєстровано 23 види плазунів (Reptilia) і амфібій (Amphibia).

### Ссавці
Національний парк Бардія є домом для принаймні 53 ссавців, включаючи індійського носорога (Rhinoceros unicornis), індійського слона (Elephas maximus indicus), бенгальського тигра (Panthera tigris), індійського леопарда (Panthera pardus fusca), оленя барасінгу (Rucervus duvaucelii), плямистого оленя (Axis) та гангського дельфіна (Platanista gangetica). Плямисто-рудий кіт (Prionailurus rubiginosus) був помічений на деякий час влітку 2012 року. Взимку 2017 року в долині річки Бабаї був зафіксований кіт-рибалка (Prionailurus viverrinus).

#### Тигри
У 2021 році чотири тигри-людоїди вбили десять людей і поранили ще кількох у національному парку Бардія; троє були спіймані та передані до рятувальних центрів, з них двоє були розміщені у рятувальній установі, тут же, в національному парку Бардія. У них були зламані ікла, ймовірно, через бійку між самцями. Один з тигрів вирвався з клітки і перебрався до лісу в районі Банке. Одного, із спійманих тигрів, передали до Центрального зоопарку Катманду.

#### Носороги

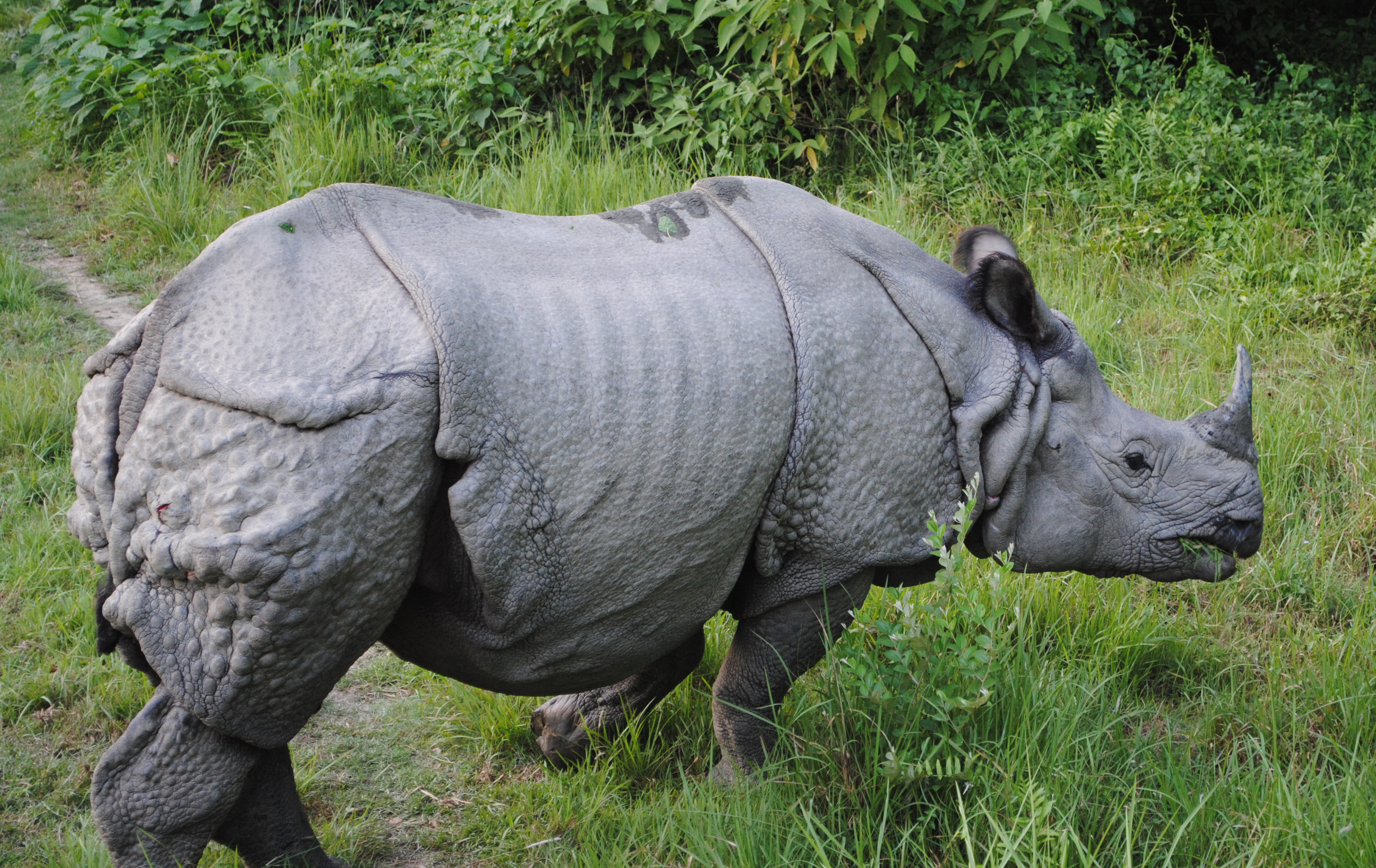
Однорогий носоріг у національному парку Бардія

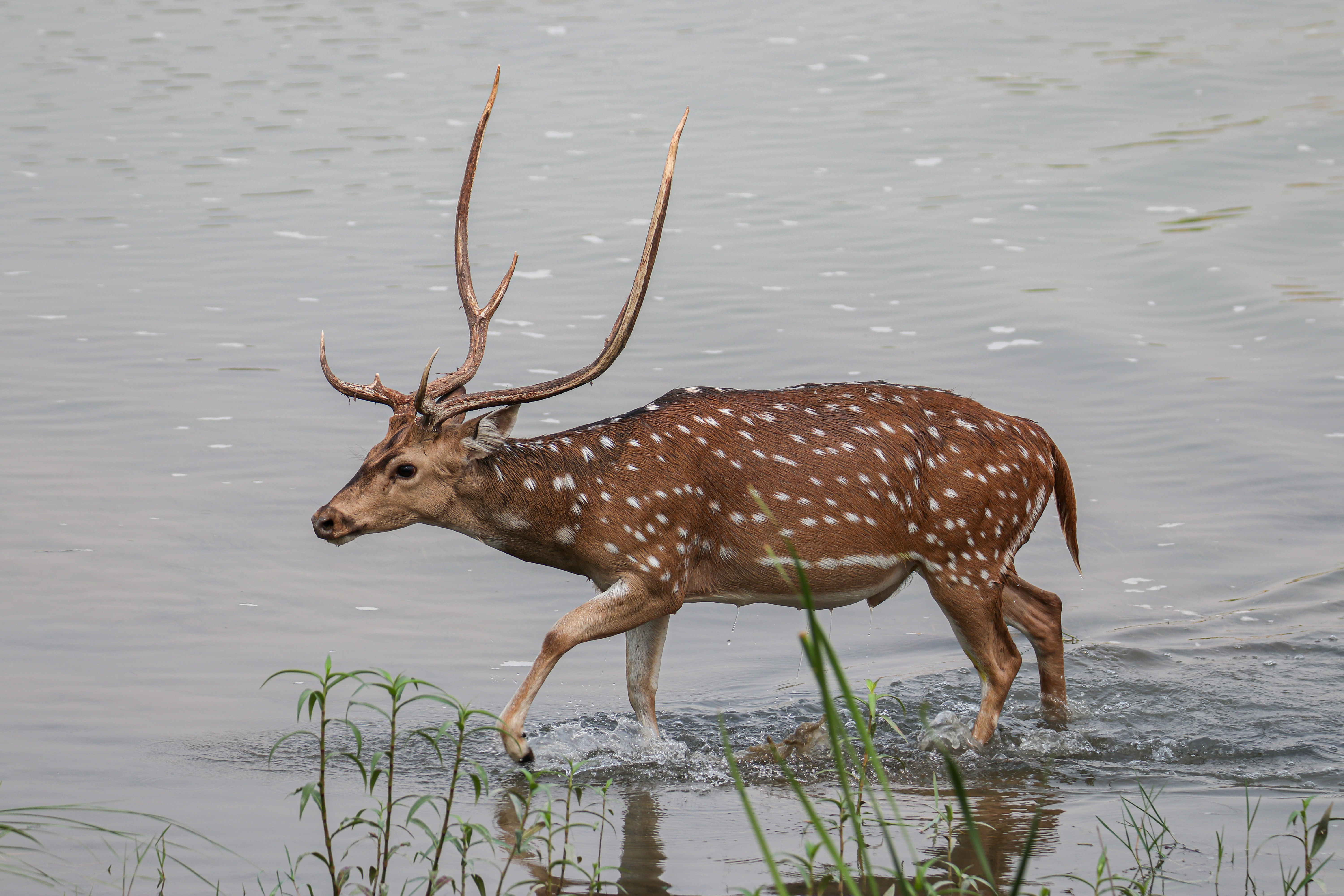
Плямистий олень в національному парку Бардія

Переселення носорогів із національного парку Чітван до національного парку Бардія почалося в 1986 році, до 2000 року було переселено 58 особин. Через посилення заходів охорони з 1994 по 2000 роки мисливці не мали успіху в браконьєрському вилові носорогів. У квітні 2000 року в парку було 67 носорогів, більшість з яких проживали в долині Бабаї. У травні 2006 року в заплаві річки Бабаї було проведено рекогностувальне дослідження, яке виявило тривожне скорочення популяції носорогів. Імовірно, браконьєрство було основною причиною цього скорочення особин. Подальші дослідження в 2007 і 2008 роках підтвердили повне зникнення носорогів з долини річки Бабаї. У різних місцях заплави Карналі було зареєстровано проживання 25 носорогів на основі прямих спостережень і непрямих ознак посліду та слідів носорогів. Вони здебільшого збиралися на заплавних луках, у прирічкових лісах і на заболочених угіддях. У березні 2008 року було зареєстровано лише 22 носорога, і два з них були виловлені браконьєрами після підрахунку. До 2015 року популяція носорогів зросла до 29 особин, головним чином через посилені заходи безпеки.

#### Слони

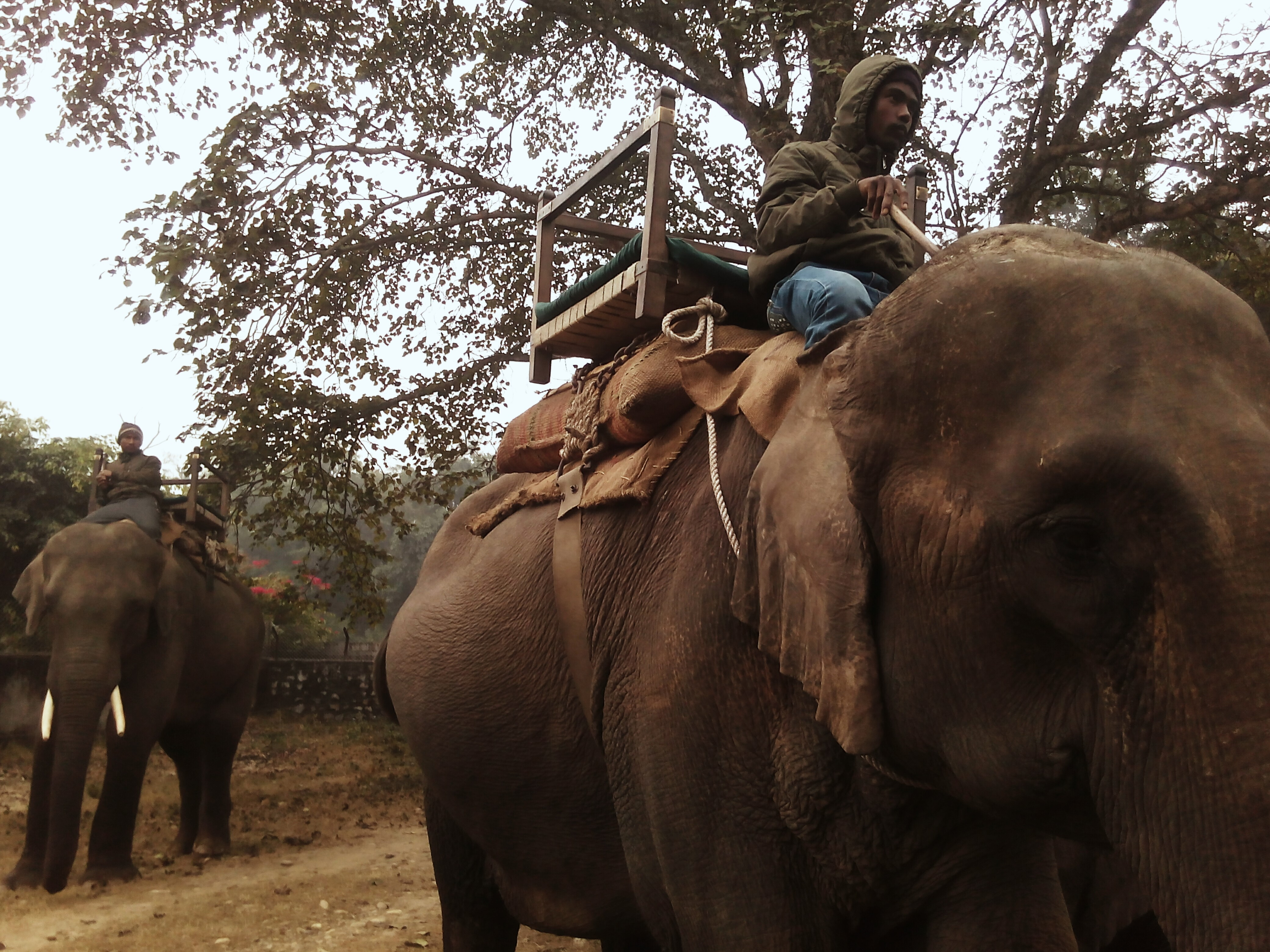
Катання на слонах у парку Бардія.

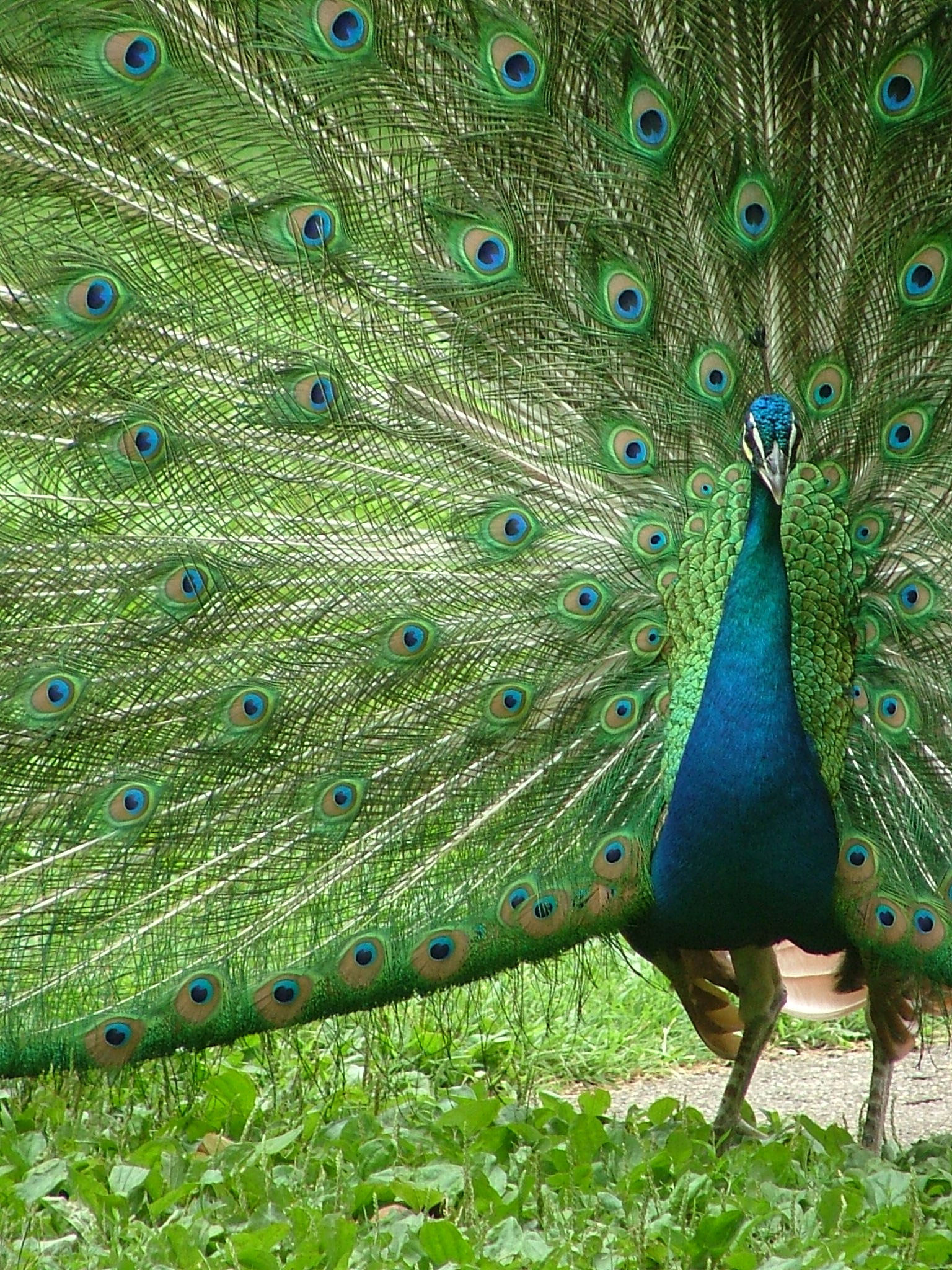
Павич демонструє своє пір'я

У 1985 році в парку вперше помітили двох великих биків-слонів, яких назвали Раджа Гадж і Канча. Вони разом бродили територією парку і час від часу навідувалися до самок. Раджа Гадж був зростом 3,4 м у плечах і мав величезну вагу. Його зовнішній вигляд порівнюють із виглядом мамонта через високу двокупольну голову. Його лоб і куполи були більш помітними, ніж в інших азіатських слонів-биків. У 1993 році було помічено п'ять слонів, які заходили в парк, а через рік прибуло ще 16 особин. Підрахунок популяції влітку 1997 року виявив 41 постійну особину. У 2002 році, за оцінками, понад 60 особин слонів проживали в заплаві річки Карналі та у долині Бабаї.

### Птахи
Поточні контрольні списки парку включають 407 видів птахів, серед яких бенгальський флорікан (Houbaropsis bengalensis), бенгальський сип (Gyps bengalensis), індійський павич (Pavo cristatus) і інді́йська гуска (Anser indicus), які є символами парку. Тут також водяться індійський флорікан (Sypheotides indicus) і індійський журавель (Grus antigone); На луках парку зустрічаються сіроголова принія (Prinia cinereocapilla), джунглева принія (Prinia sylvatica), світлонога очеретянка (Hemitesia pallidipes), непальська очеретянка (Horornis flavolivaceus), болотяна матата (Megalurus palustris), золотоголова таміка (Cisticola exilis) та червоноголова тимелія (Timalia pileata).